# 山本弥之助
山本 弥之助（やまもと やのすけ、1907年（明治40年）6月27日 - 1986年（昭和61年）4月11日）は、日本の警察・朝鮮総督府官僚、政治家、弁護士。衆議院議員、盛岡市長。

## 経歴
本籍・岩手県。山本幸太郎の長男として大阪市に生まれる。第三高等学校を卒業。1931年10月、文官高等試験行政科試験に合格。1932年、京都帝国大学法学部を卒業。朝鮮総督府に入府し内務局属となる。
以後、朝鮮総督府道理事官、平安北道学務課長、忠清南道地方課長、京畿道学務課長、総督府殖産局事務官、黄海道警察部長、咸鏡北道警察部長、総督府書記官・警務局経済警察課長などを歴任。
1944年7月、岩手県部長・警察部長へ転任。1945年10月に休職となり、翌年に退官した。武徳会岩手県支部理事長のため、公職追放となる。
その後、盛岡魚市場社長、岩手県水産物商業協同組合理事長、盛岡冷蔵社長、盛岡市議会議員などを務めた。
1954年2月、盛岡市長に当選。下水道、道路、教育施設の整備などに尽力。また、全国市長会副会長も務めた。市長三期目の在任中、1965年1月に辞職し、第31回衆議院議員総選挙で岩手県第1区に日本社会党から出馬し当選。その後、第33回総選挙まで連続3回当選したが、第34回総選挙で落選した。